# Sophie Bérubé
Pour les articles homonymes, voir Bérubé.
Sophie Bérubé (née à Québec) est une écrivaine québécoise.

## Biographie
Sophie Bérubé a étudié à l’École internationale de théâtre gestuel Jacques Lecoq à Paris et habite dans la vallée de Gaspereau en Nouvelle-Écosse. 
Elle est l’auteure de cinq livres, dont un roman, un recueil de poésie et trois livres jeunesse. Elle a publié des poèmes dans diverses revues au Canada et à l'étranger. Elle évolue dans le milieu du théâtre pour enfants où elle dirige et coécrit des pièces, et anime des ateliers d’écriture pour étudiants en anglais et en français.

## Œuvres
Roman
- Car la nuit est longue, Éditions David (2015)

Poésie
- La trombe sacrée, Éditions David (2002) Prix France-Acadie 2003

Littérature pour la jeunesse
- Le projet Percée, Éditions du soleil de minuit (2010)
- La truelle magique, Éditions Guérin (2001)
- Le chef-d'œuvre de Lombrie, Éditions Bouton d'or d'Acadie (1999) Prix Lilla Stirling 2002